# Armenteros (Salamanca)
Armenteros ist eine zentralspanische Gemeinde (municipio) in der Provinz Salamanca in der Autonomen Gemeinschaft Kastilien-León. Seit der zweiten Hälfte des 20. Jahrhunderts hat sie wie viele Gemeinden der Region einen Bevölkerungsrückgang erlebt. Nachdem im Jahr 1950 noch 1487 Einwohner in ihr lebten, hatte sie im Jahr 2024 noch 186 Einwohner.

## Bevölkerungsentwicklung
| Jahr      | 1900 | 1950 | 1960 | 1970 | 1981 | 1991 | 2000 | 2018 |
| Einwohner | 1417 | 1487 | 1171 | 710  | 1146 | 1312 | 324  | 200  |